# (14244) Labnow
(14244) Labnow (2000 AT29) – planetoida z pasa głównego asteroid okrążająca Słońce w ciągu 4,37 lat w średniej odległości 2,67 j.a. Odkryta 3 stycznia 2000 roku.